# Mariusz Siudek
Mariusz Krzysztof Siudek (* 29. April 1972 in Oświęcim, Polen) ist ein ehemaliger polnischer Eiskunstläufer, der im Paarlauf startete.
Mariusz Siudek begann 1978 mit dem Eiskunstlauf und spezialisierte sich 1989 auf den Paarlauf. Sein internationales Debüt hatte er bei der Europameisterschaft 1992 an der Seite von Beata Zielińska. Mit ihr hatte er auch 1993 sein Weltmeisterschaftsdebüt. Nach der Saison 1992/93 wechselte er zu Marta Gluchowska.
Ab Saisonende 1994 bis zu seinem Karriereende war seine Partnerin Dorota Zagórska. Das Paar startete für Unia Dwory SSA Oświęcim. Gemeinsam wurden sie neunmal polnische Meister im Paarlauf. Zusammen bestritten im Zeitraum von 1995 bis 2007, mit Ausnahme der Europameisterschaft 2005, alle Welt- und Europameisterschaften. Bei Europameisterschaften erreichten sie viermal das Podium. 2004 und 2007 gewannen sie die Bronzemedaille und 1999 und 2000 wurden sie Vize-Europameister hinter den Russen Marija Petrowa und Alexei Tichonow. Ihre einzige Medaille bei Weltmeisterschaften errangen Siudek und Zagórska 1999 in Helsinki mit Bronze hinter den Russen Jelena Bereschnaja und Anton Sicharulidse sowie den Chinesen Shen Xue und Zhao Hongbo. Sie bestritten drei Olympische Spiele. 1998 in Nagano belegten sie den zehnten Platz, 2002 in Salt Lake City den siebten Platz und 2006 in Turin wurden sie Neunte. Nach ihren letzten Olympischen Spielen wollten sie eigentlich ihre Karriere beenden, machten aber weiter, als sie erfuhren, dass die Europameisterschaft 2007 in Warschau stattfinden sollte. Ihr letztes gemeinsames Turnier war die Weltmeisterschaft 2007. Dort mussten sie aufgrund einer Verletzung von Siudek aufgeben.
Siudek und Zagórska sind das einzige polnische Eiskunstlaufpaar, das eine Medaille bei Welt- und Europameisterschaften gewinnen konnte.
Mariusz Siudek und Dorota Zagórska heirateten im Jahr 2000. 2009 kam ihr gemeinsamer Sohn zur Welt. Die Siudeks arbeiten heute als Trainer in Toruń. Sie betreuen momentan das britische Eiskunstlaufpaar Stacey Kemp und David King. Außerdem ist Mariusz Siudek Technischer Spezialist und Seminar-Referent.

## Ergebnisse

### Paarlauf
(wenn nicht anders angegeben, mit Dorota Zagórska)

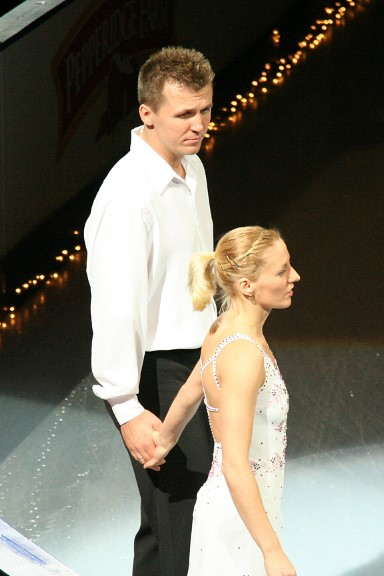
Zagórska und Siudek bei Skate America 2006

| Wettbewerb / Jahr       | 1992 | 1993 | 1994  | 1995 | 1996 | 1997 | 1998 | 1999 | 2000 | 2001 | 2002 | 2003 | 2004 | 2005 | 2006 | 2007 |
| ----------------------- | ---- | ---- | ----- | ---- | ---- | ---- | ---- | ---- | ---- | ---- | ---- | ---- | ---- | ---- | ---- | ---- |
| Olympische Winterspiele |      |      |       |      |      |      | 10.  |      |      |      | 7.   |      |      |      | 9.   |      |
| Weltmeisterschaften     |      | 17.* | 22.** | 16.  | 13.  | 8.   | 5.   | 3.   | 5.   | 6.   | 6.   | 7.   | 6.   | 7.   | 9.   | Z    |
| Europameisterschaften   | 10.* | 9.*  | 12.** | 9.   | 6.   | 7.   | 4.   | 2.   | 2.   | Z    | 4.   | 4.   | 3.   |      | 5.   | 3.   |

Z = Zurückgezogen, * mit Beata Zielińska, ** mit Marta Gluchowska